# 代国公主 (金朝)
代国公主，金朝公主，金熙宗女，母亲裴满皇后，丈夫唐括辩。
皇统九年（1149年）十一月，父亲金熙宗处死母亲裴满皇后。十二月九日，代国公主在寺中为母亲裴满皇后作佛事。丈夫唐括辩利用这次机会，与完颜亮等合谋将父亲金熙宗刺死。